# Lingua vernacolare
Una lingua vernacolare, in ambito linguistico, è una lingua locale comunemente parlata all'interno di una comunità. 
In italiano si usa spesso l'espressione lingua vernacolare o vernacolo come sinonimo di dialetto, anche se le sfumature linguistiche delle due definizioni sono diverse: si intende con dialetto una lingua anche letteraria, parlata o scritta in una regione più vasta, mentre con vernacolo una lingua popolare parlata in una regione geograficamente circoscritta.

## Etimologia
L'aggettivo «vernacolare» deriva dal latino vernaculum che designava tutto ciò che veniva  costruito, allevato, confezionato, coltivato in casa, in opposizione a ciò che ci si procurava tramite scambio o commercio dall'esterno. In questo senso, il significato del termine è analogo a quello delle parole «autoctono» o «indigeno».

## Definizione
Il termine viene utilizzato in opposizione con le espressioni lingua veicolare, lingua liturgica o lingua franca. 
Ad esempio, finché la liturgia cattolica era in latino, essa era la stessa in tutto il mondo: il latino serviva da lingua liturgica veicolare. Nello stesso tempo l'insegnamento  della religione si faceva in lingua locale, la lingua vernacolare.
Ritroviamo la stessa distinzione nel mondo degli scambi economici e commerciali d'oggigiorno, dove l'inglese serve da lingua veicolare contrapposta alla moltitudine di lingue vernacolari.